# Bolton-on-Swale
Bolton-on-Swale – wieś w Anglii, w hrabstwie North Yorkshire, w dystrykcie (unitary authority) North Yorkshire. Leży 59 km na północny zachód od miasta York i 335 km na północ od Londynu. Miejscowość liczy 60 mieszkańców.